# Thais Fraga Severo
Thais Fraga Severo (Goiânia, 31 de maio de 1993) é uma mesa-tenistas paralímpica brasileira.

## Biografia e carreira
Severo é natural de Goiânia, Goiás. Em 2008, com apenas quinze anos de idade, ela perdeu movimento das pernas após um acidente automobilístico por causa de uma fratura na coluna. Conheceu o esporte na Associação dos Deficientes Físico do Estado de Goiás (ADFEGO).
Nos Jogos Parapan-Americanos de 2015, em Toronto, no Canadá, obteve a prata na disputa individual.
Severo representou o Brasil nos Jogos Paralímpicos Rio 2016. Enfrentou a eslovaca Alena Kanova e a sul-coreana Jiyu Yoon, perdeu ambas as partidas sendo eliminada ainda na fase de grupos. No mesmo ano, conquistou a medalha de ouro na Copa Costa Rica de tênis de mesa na competição das classes 3 a 5.
Nos Jogos Parapan-Americanos de 2019, em Lima, no Peru, conquistou a medalha de ouro por equipes. Em novembro do mesmo ano, na Copa Tango Paralímpica disputada em Buenos Aires, capital da Argentina, Severo obteve o ouro no torneio individual das classes 2-5, e ficou com a prata em duplas, jogando ao lado de Carla Maia.
Na Copa Tango Paralímpica de 2022, a goianiense ganhou a medalha de prata nas duplas femininas ao lado de Juliana da Silva. Ainda em 2022, no Campeonato Brasileiro de tênis de mesa, disputado no Centro de Treinamento Paralímpico, em São Paulo, levou o ouro na classe 3 em uma final apertada contra Marliane Santos. Campeonato Mundial de tênis de mesa no mesmo ano, Severo fez dupla com Joyce Oliveira, porém não passaram das oitavas de final pela classe WD10.
Em março de 2023, no Aberto Paralímpico de tênis de mesa da Espanha, Severo ganhou bronze nas duplas femininas, novamente ao lado de Joyce Oliveira. Na competição individual ficou com a medalha de prata. Em maio, disputou o Aberto Paralímpico de Montenegro, ganhou o bronze no torneio individual. Em agosto do mesmo ano, no Aberto Paralímpico de tênis de mesa da Coreia do Sul, conquistou a medalha de prata nas duplas classe WD5, ao lado de Cátia Oliveira.

## Principais conquistas
- Jogos Parapan-Americanos de 2015: individual classe 3 – prata[4]
- Jogos Parapan-Americanos de 2019: Equipe Classes 2-5 – ouro[8]